# Жичиков, Максим Сергеевич
Макси́м Серге́евич Жи́чиков (укр. Максим Сергійович Жичиков; род. 7 ноября 1992, Краснопавловка, Харьковская область) — украинский футболист, защитник клуба «Авангард».

## Клубная карьера
Родился в пгт. Краснопавловка, Харьковской области. Воспитанник харьковского УФК. В 2009 году из Харькова перебрался в донецкий «Шахтёр».
С 2009 по 2013 год Жичиков был лидером молодёжного состава донецкого «Шахтёра». За четыре сезона он провёл в дублирующем составе 86 матчей, в которых забил 7 мячей.
Летом 2013 года Жичиков на правах аренды перешёл в луганскую «Зарю», но так и не сумел закрепиться в основе луганчан, также выступая исключительно за дублирующий состав. Всего Жичиков провёл за команду 18 матчей в чемпионате Украины среди дублирующих команд.
Летом 2014 года на правах аренды перешёл в перволиговые «Сумы», где и дебютировал в профессиональном футболе 26 июля в матче против днепродзержинской «Стали». Всего за «Сумы» отыграл 16 матчей в Первой лиге и 1 матч в Кубке Украины.
В начале 2015 года Максим перешёл в мариупольский «Ильичёвец». 27 февраля 2015 года дебютировал в составе «Ильичёвца» в Премьер-лиге, выйдя на 66-й минуте матча против одесского «Черноморца» вместо ещё одного дебютанта Евгения Немтинова..
С августа 2019 года — игрок клуба «Минай».

## Выступления за сборную
В 2009—2012 годах вызывался в юношеские сборные Украины разных возрастных категорий, за которые сыграл 13 матчей.
С 2012 года выступал за молодёжную сборную, однако закрепиться в её составе так и не смог. Имеет в своем активе две игры за «молодёжку» до 21 года.

## ЧемДостижения
«Металлист 1925»
- Бронзовый призёр Первой лиги Украины: 2020/21
- «Минай»
- Чемпион Первой лиги Украины :2019/20